# Перелік банківських криз

Кількість країн, що переживають банківську кризу щороку з 1800 р. Це базується на « Цей час інший: вісім століть фінансової безумства, яка охоплює лише 70 країн». Загальну тенденцію до зростання можна пояснити багатьма факторами. Одним з них є поступове історичне збільшення відсотка людей, які отримують гроші за свою працю. Іншою, в інших місцях, причиною, пов’язаною з останніми тенденціями розвитку та банківською кризою в сучасну епоху, можуть бути зміни в розмірі банківського сектору порівняно із загальним ВВП. Драматичною особливістю цього графіку є фактична відсутність банківських криз у період Бреттон-Вудської угоди, 1945-1971. Цей аналіз аналогічний малюнку 10.1 у Рейнхарті та Рогоффі (2009). Детальніше див. У файлі довідки для "bankingCrises" у пакеті Ecdat, доступному в Комплексній мережі архівів R (CRAN).

Дана статтє є переліком банківських криз. Банківська криза — фінансова криза, яка впливає на банківську діяльність. Банківські кризи включають банківські паніки, які впливають на окремі банки; банківські паніки, які зачіпають багато банків; та системні банківські кризи, в яких країна зазнає багатьох дефолтів, і фінансові установи та корпорації стикаються з великими труднощами при погашенні контрактів. Банківська криза відзначається банківськими паніками, що призводять до банкрутства фінансових установ.

## Банківські паніки
Банківська паніка відбувається, коли багато клієнтів банку знімають свої депозити, оскільки вони вважають, що банк може збанкрутувати. Історія бачила багато банківських панік по окремих банках; наприклад, деякі банкрутства банків у США в 2008–2009 рр. були пов’язані з банківськими операціями.

## Банківська паніка та системні банківські кризи

### 18 століття
- Криза 1763 р., Розпочата в Амстердамі, розпочата крахом банку Йоганна Ернста Гоцковського та Ліендерта Пітера де Нойфвіля, поширилася на Німеччину та Скандинавію
- Криза 1772–1773 рр. У Лондоні та Амстердамі, розпочата крахом банкірів Ніла, Джеймса, Фордайса та Дауна.
- Паніка 1792 р., Нью-Йорк
- Паніка 1796–1797 рр., Велика Британія та США

### 19 століття
- Паніка 1819 р., Рецесія США з банкрутством банків; кульмінація першого економічного циклу США, що провалився
- Паніка 1825 р., Всеохоплюючої британської рецесії, в якій багато банків зазнали краху, майже в тому числі Банк Англії
- Паніка 1837 р., Рецесія в США з банкрутством банків, що супроводжується 5-річною депресією
- Паніка 1847 р., Велика Британія
- Паніка 1857 р., Рецесія США з банкрутством банків
- Паніка 1866 р., Європа
- Паніка 1873 р., Рецесія в США з банкрутством банків, а потім 4-річна депресія
- Паніка 1884 р., США та Європа
- Паніка 1890 р., Що вразила переважно Велику Британію та Аргентину
- Паніка 1893 р., Рецесія США з банкрутством банків
- Австралійська банківська криза 1893 року
- Паніка 1896 р., Гостра рецесія США

### 20 століття
- Паніка 1901 року, економічна рецесія в США, яка розпочала боротьбу за фінансовий контроль над Північно-Тихоокеанською залізницею
- Паніка 1907 р., Економічна рецесія США з банкрутством банків
- Фінансова криза Шова, фінансова паніка 1927 року в Японії, яка призвела до масових банкрутств банків по всій Японській імперії .
- Велика депресія, найгірша системна банківська криза 20 століття
- Вторинна банківська криза 1973–1975 рр. У Великій Британії
- Японська міхур цін на активи (1986–2003)
- Ощадно-позикова криза 1980-х та 1990-х років у США
- 1988–92 Норвезька банківська криза
- Фінська банківська криза 1990-х
- Шведська банківська криза (1990-ті)
- Банківська криза Род-Айленда
- Банківська криза Перу 1992 року
- Банківська криза Венесуели 1994 року
- 1997 фінансова криза в Азії
  - Наближення фінансової кризи
- 1998 р. Крах довгострокового управління капіталом
- 1998 Російська фінансова криза
- Економічна криза в Аргентині (1999–2002)
- 1998–99 банківська криза в Еквадорі

### 21 століття
- 2002 Уругвайська банківська криза
- 2003 Банківська криза М'янми
- Фінансова криза кінця 2000-х, включаючи:

- Іпотечна криза субстандартного рівня в США, починаючи з 2007 року
- 2008 рік
- 2009 р. Рятувальний пакет банку Великої Британії
- 2008–2009 Бельгійська фінансова криза
- 2008–2012 Ісландська фінансова криза
- 2008–2009 Російська фінансова криза
- 2008–2009 Українська фінансова криза
- 2008–2012 рр. Іспанська фінансова криза
- 2008–2011 рр. Ірландська банківська криза

- Банківська криза Венесуели 2009–10
- Криза банківського сектору Гани 2017-2018